# کونسیسائو دا فیرا
کونسیسائو دا فیرا (به پرتغالی: Conceição da Feira) یک منطقهٔ مسکونی در برزیل است که در باهیا واقع شده‌است. کونسیسائو دا فیرا ۱۶۴٫۸ کیلومتر مربع مساحت و ۲۲٬۷۶۲ نفر جمعیت دارد و ۲۱۸ متر بالاتر از سطح دریا واقع شده‌است.